# Храм Баграта
Багратов храм у Кутаисију је подигнут за време владавине Баграта III као главна катедрала Уједињеног Краљевства Грузије и освећен у част Успења Богородице 1003. године.
Величанствен по величини и пропорцијама, храм је постао фундаментално нова реч у историји транскавкаске архитектуре, био је величанствено украшен резбаријама и мозаицима и играо је изузетну улогу у средњовековној историји Грузије. Конкретно, овде је крунисан Давид IV.
Током напада Турака 1691. године, експлозија барута уништила је кров и куполу катедрале, која није накнадно обновљена. Године 1770. артиљерија руског генерала Тотлебена уништила је тврђаву Кутаиси и цео источни део храма Багратa.
Унеско је 1994. године храм Багратa уврстио на Листу светске баштине, а 2001. је пренет Грузијској православној цркви, која је повремено одржавала службе у рушевинама.

## Опоравак
Након што је поново изабран за други председнички мандат, Михаил Сакашвили је на церемонији инаугурације обећао да ће обновити храм  "у оригиналном облику“. У одговору на критике историчара уметности и рестауратора, председник је рекао: „Нећу променити мишљење по овом питању. Баграти мора бити обновљен и мора се поново појавити пред Грузијом у свом свом сјају“ .
Унеско је у јулу 2010. године захтевао обуставу изградње на територији споменика и уврстио га на Листу угрожене светске баштине , али су упркос томе радови на реконструкцији храма настављени. Планирано је да рестаурација катедрале буде завршена на јесен 2012. године. Католикос-патријарх целе Грузије Илија II  је 17. јуна 2012. године позвао да се обустави рад који је у току и да се усагласе сви детаљи рестаурације са стручњацима Унеска .
Дана 17. августа 2012. године на куполу храма Баграта постављен је двометарски бронзани крст тежине 300 кг. Крст је урађен према скици архитекте Вано Гремелашвилија. Крст ће бити видљив са свих тачака Кутаисија . Председник Михаил Сакашвили, који је присуствовао церемонији, рекао је да је обнова храма сан грузијског народа, а сам храм је симбол уједињене Грузије .
Унеско је 2017. године избрисао храм Баграта са листе светске баштине, пошто је њена реконструкција нарушила њен интегритет и аутентичност. Овом одлуком манастиру Гелати је сачуван статус светске баштине 